# Sima (Hungria)
Sima é um município da Hungria, situado no condado de Borsod-Abaúj-Zemplén. Tem 4,88 km² de área e sua população em 2015 foi estimada em 31 habitantes.